# Xiangyang
Xiangyang (chinês tradicional: 襄陽, chinês simplificado: 襄阳, pinyin: Xiāngyáng) é uma prefeitura com nível de cidade na província de Hubei, na China. Em 1950 fundiu-se com a cidade de Fancheng, adotando o nome de Xiangfang,, mas em 2010 retomou o nome original.